# 秋月 (駆逐艦)
秋月（あきづき）は、大日本帝国海軍の駆逐艦。秋月型一等駆逐艦の1番艦である。艦名は秋の月から。対空能力に優れた防空型駆逐艦として開発され、太平洋戦争（大東亜戦争）後半の艦隊防空を担当した。ソロモン諸島を巡る戦いでは、水雷戦隊旗艦として行動する事も多かった。
艦名は戦後、海上自衛隊の護衛艦（あきづき（初代）、あきづき（2代））に受け継がれた。

## 艦歴

### 建造経緯
1939年（昭和14年）度の④計画による乙型一等駆逐艦の第104号艦として建造がはじまる。舞鶴工廠にて1940年（昭和15年）7月30日に起工。5月15日、正式に「秋月」と命名、一等秋月型として登録される。7月2日に進水し、同日附で佐世保鎮守府籍。
9月12日に内示された『昭和17年度海軍戦時編制』によれば、秋月型3隻（秋月、照月、初月）で第25駆逐隊の編制が予定され、同駆逐隊は空母「鳳翔」および特設航空母艦2隻と「第七航空戦隊」を編制予定であった。だが、この編制を実現する前に太平洋戦争が勃発したため、秋月型3隻が「鳳翔」と実戦に参加する事はなかった。
1942年（昭和17年）3月20日、日本海軍は駆逐艦「三日月」「東雲」「親潮」艦長等を歴任した金岡国三中佐を「秋月」の艤装員長に任命する。
5月20日、金岡艤装員長は転任し、代わって駆逐艦「山雲」艦長だった古賀彌周次中佐が「秋月」初代駆逐艦長に任命された。
「秋月」の竣工は5月25日を予定していたが、公試で主砲塔に不具合が判明し、6月中旬に延期された。
6月5日 - 6日のミッドウェー海戦で日本海軍は主力空母4隻（赤城、加賀、蒼龍、飛龍）と重巡「三隈」を喪失。「秋月」は砲塔の不具合を解消しないまま急遽作戦に投入されることになり、完成予定日を繰り上げて6月11日に竣工し、同日附で警備駆逐艦となる。
「秋月」は竣工後ただちに実戦配備され、駆逐艦「朧」と共に第五航空戦隊の空母「瑞鶴」護衛を命じられた。これはミッドウェー海戦で南雲機動部隊が壊滅したのち、アリューシャン列島方面でもアメリカ軍機動部隊出現の徴候があったため、北方部隊（第五艦隊基幹）を増強する必要があったからである。連合艦隊は珊瑚海海戦以降内地で待機していた「瑞鶴」とミッドウェー海戦から戻った駆逐艦「浦風」に対し、北方部隊第二機動部隊（龍驤、隼鷹、瑞鳳）編入を下令。「朧」と「秋月」に対しては、北方へ向かう「瑞鶴」と「浦風」の往路護衛を指示した。舞鶴を出港した「秋月」は横須賀へ向かう予定を変更して、そのまま呉へ移動。
6月15日に「瑞鶴」「朧」「浦風」「秋月」は内地を出発し、途中キスカ島上空での敵重爆迎撃作戦発令と撤回などがあり時間をとられ、6月24日に大湊へ到着した。同日附で「秋月」と「朧」は「瑞鶴」と「浦風」の護衛任務を解かれ東京湾方面部隊に編入。2隻は横須賀に戻った。

### ガダルカナル島の戦い
6月29日、「秋月」は横須賀を出港して「鎌倉丸」をマカッサルまで護衛し、7月18日に横須賀へ帰投。8月13日に「鳴門丸」を護衛して横須賀を発し、8月20日にニューアイルランド島カビエンに着いた。翌8月21日にラバウルへ入港し機動部隊主隊に編入された。
8月24日、日米機動部隊による戦闘が行われ、日本海軍は空母「龍驤」等を撃沈されて敗北した（第二次ソロモン海戦）。「秋月」が機動部隊に合流したのは戦闘終了後の8月25日であったという。トラック泊地着後の9月8日、第十戦隊に編入。9月26日、「秋月」および第9駆逐隊の駆逐艦（朝雲、夏雲、峯雲）は外南洋部隊に編入される。ショートランド泊地へ移動後の9月29日、来襲したB-17爆撃機3機のうち、1機を撃墜した（#秋月に関する通説参照）。10月3日以降、ガダルカナル島への輸送作戦（鼠輸送）に従事する。
10月7日附で「秋月」と同型艦「照月」で第61駆逐隊（駆逐隊司令則満宰次大佐）が編成され、あらためて第十戦隊に編入された。
10月3日、水上機母艦「日進」、駆逐艦2隻（野分、舞風）によるガダルカナル島輸送作戦が実施された。輸送隊はアメリカ軍機の断続的な空襲を受けたため、急遽「秋月」に出撃命令が出される。「秋月」は10月4日黎明にガ島から引き揚げてくる「日進」「野分」「舞風」と合流。零戦や水上機部隊の掩護をうけつつ、ショートランドに帰投した。また零式水上観測機1機がB-17重爆に特攻して撃墜、脱出した零観搭乗員2名は「秋月」に救助されている。
10月7日、増援部隊指揮官橋本信太郎第三水雷戦隊司令官（旗艦「川内」）より命令を受けた「日進」と「秋月」は、駆逐艦5隻（時雨、綾波、白雪、吹雪、叢雲）と共に輸送作戦を実施することになった。だが第11航空艦隊より、天候不良のため直衛の戦闘機派遣不能との連絡が入る。「日進」と「秋月」はショートランド泊地へと避退、「時雨」以下駆逐艦部隊のみでの輸送作戦となった。
10月8日、「日進」による第2回ガダルカナル島輸送作戦が実施された。「秋月」は駆逐艦4隻（夕立、春雨、朝雲、夏雲）と共に「日進」を護衛し、アメリカ軍機から守った。
10月11日朝に水上機母艦「日進」「千歳」と駆逐艦6隻（秋月、綾波、白雪、叢雲、朝雲、夏雲）はショートランド泊地を出撃し、ガダルカナル島への輸送・揚陸作戦に従事する。輸送隊は零戦隊の掩護を受けつつ、順調に進撃。夜になってガダルカナル島へ到着、物資揚陸に成功する。
その頃、ガダルカナル島沖では日本の第六戦隊などがアメリカ艦隊と交戦して敗退（サボ島沖海戦）。日進輸送隊はラッセル諸島西側を通過して戦闘海域を離脱。この時、第六戦隊救援と掩護のため駆逐艦4隻（朝雲、夏雲、白雪、叢雲）が分派されたが、空襲により「夏雲」と「叢雲」が沈没した。
10月12日午前7時、輸送隊は橋本少将が率いる軽巡洋艦「川内」「由良」、駆逐艦「時雨」「白露」「浦波」「磯波」「天霧」等と合流。日進隊は「由良」「天霧」「白露」「時雨」の護衛を受けてショートランドへ到着した。
10月12日夕刻、第四水雷戦隊司令官高間完少将は秋月型の対空能力を期待して軽巡洋艦「由良」から「「秋月」に移乗し、第四水雷戦隊旗艦とした。秋月型の旗艦能力も、短時間の任務ならば概ね支障ないとの評価を得ていた。
10月14日、増援部隊指揮官・橋本少将指揮のもと、軽巡3隻（川内、由良、龍田）と駆逐艦4隻（朝雲、白雪、暁、雷）は、それぞれガダルカナル島への揚陸に成功。翌日、四水戦（秋月、村雨、五月雨、夕立、春雨、時雨、白露、有明）等の護衛による輸送船団6隻は、アメリカ軍機の空襲で輸送船3隻（笹子丸、九州丸、吾妻山丸）が座礁するもかろうじて輸送任務に成功した。だが日中の米軍艦砲射撃や空襲により、揚陸地点に集積されていた物資は大部分を焼き払われてしまった。
10月16日、連合艦隊は水上機母艦（日進、千歳、千代田）による輸送をやめ、軽巡洋艦及び駆逐艦での輸送を下令する。「秋月」は水雷戦隊旗艦として輸送隊を指揮する事になった。10月17日午前2時以降ショートランド泊地を出撃した輸送隊は、同日午後10時にガダルカナル島へ到着。白露型2隻（時雨、村雨）が警戒及び陸上砲撃を行う中、各艦・各部隊は陸軍兵2,159名、大砲18門、軍需物資の揚陸に成功した。「由良」に米潜水艦「グランパス (USS Grampus, SS-207) 」から発射された魚雷1本が命中したが、不発のため損害は軽微だった。
10月24 - 25日、南太平洋海戦および陸軍のガダルカナル第二次総攻撃の際、「秋月」は、軽巡洋艦「由良」および第2駆逐隊（村雨、春雨、五月雨、夕立)と共にガダルカナル島ルンガ泊地へ突入すべく行動を開始した。先行して泊地に突入した突撃隊（指揮官山田勇助大佐/兼第6駆逐隊司令　第6駆逐隊《暁、雷》、第27駆逐隊《白露》）に続航してツラギ北方（インディスパンサブル海峡）を通過中、米軍機による攻撃を受ける。
10月25日午前10時55分、SBD爆撃機の急降下爆撃により「由良」が命中弾を受け速力低下、「秋月」も至近弾を受けた。「秋月」は最大発揮速力23ノットに低下、第二攻撃隊は北方への退避を開始する。続く艦爆の攻撃は撃退したが、午後3時10分、B-17爆撃機の攻撃により「秋月」に爆弾1発が命中する。戦死11名、戦傷22名を出した。一連の空襲をうけて「由良」は復旧の見込みがなくなり、「春雨」「夕立」により処分されて午後7時に沈没した。「秋月」は各艦が救助した「由良」の乗組員を収容すると、四水戦旗艦を「村雨」に移譲して撤退を開始した。
損傷した「秋月」は10月27日にラバウルに到着した。10月31日、ラバウルを出港してトラック泊地へ移動。ここでは第4駆逐隊（嵐、舞風、野分）、第17駆逐隊（浦風、谷風、浜風、磯風）、第10駆逐隊（秋雲）と共に、南太平洋海戦の損傷艦（翔鶴、瑞鳳、熊野、筑摩）の内地回航を護衛した。また回航に際し、「秋月」は外南洋部隊（第八艦隊）より除かれ機動部隊に復帰した。11月6日、横須賀着。同地にて修理を行い、12月18日付の訓令により機銃増備工事が追加されたため、当初予定より工事期間を延長し12月28日まで行った。このとき煙突左右に機銃台を新設して25ミリ機銃3連装を1基ずつ搭載した。竣工時の25ミリ機銃連装2基と合わせ全体で25ミリ機銃10門となった。

### 昭和十八年以降の戦い
1943年（昭和18年）1月4日、駆逐艦3隻（秋月、第16駆逐隊《初風、時津風》）は空母「瑞鶴」（陸軍九九式双軽爆撃機輸送任務）を護衛してトラックに進出する。「瑞鶴」は戦艦「陸奥」等と共に内地へ帰投し、「秋月」「初風」「時津風」は前進部隊に編入された。ガダルカナル島増援任務に投入されていた第二水雷戦隊（長波、陽炎、親潮、涼風）等の疲労と消耗がはなはだしく、健在艦と交代させる必要があったからである。「秋月」には第十戦隊司令官木村進少将が座乗、十戦隊旗艦となる。1月10日、「秋月」に先行してガ島輸送作戦に参加した「初風」はアメリカ軍魚雷艇の襲撃により大破し、「嵐」「江風」「時津風」に護衛されてショートランドへ帰投することができた。
1月15日、「秋月」（第十戦隊旗艦）は陽炎型駆逐艦8隻（黒潮、時津風、浦風、磯風、浜風、谷風、嵐、舞風）を指揮し、ガダルカナル島へのドラム缶輸送に従事する。警戒隊（秋月、黒潮、時津風、嵐）、輸送隊（谷風、浦風、浜風、磯風、舞風）という区分である。重巡部隊（鳥海、羽黒、熊野）、水上偵察機の掩護によりアメリカ軍魚雷艇部隊は撃退されたものの、B-17やSBDの襲撃により「嵐」「谷風」「浦風」「浜風」が損傷した。
1月19日に陸軍輸送中の船団がブーゲンビル島北東でアメリカ潜水艦「ソードフィッシュ (USS Swordfish, SS-193) 」の攻撃を受けて「妙法丸」が被雷し、のち沈没する。ショートランドから「秋月」と敷設艦「初鷹」が現場へ向かったが、1月19日21時37分ごろに「秋月」はアメリカ潜水艦「ノーチラス (USS Nautilus, SS-168) 」の雷撃を受けて魚雷1本が命中し、一罐室浸水。戦死者14名、重軽傷者63名を出し、木村少将も負傷した。雷撃に遭う直前、見張り員が4,000 mの距離に敵潜水艦を発見しており、射撃用意が完了後艦長が「打ち方始め」の号令を出そうとしていた。しかし砲術参謀が「味方潜水艦かもしれないので照射してはどうか」と遮って具申を行った。艦長は反対したものの、木村司令官が具申を採り上げた、もしくは木村司令官が砲術参謀に任せたことにより照射が行われた。しかし、探照灯管制機の不調で補足できない間に敵潜水艦が潜行、爆雷戦用意を行いながら海面に向かっていた所を被雷したという。ショートランドへ向かう途中、「秋月」は再度雷撃されたが、命中しなかった。
1月20日、「秋月」はショートランドに入港して応急修理を行う。翌日、第十戦隊旗艦は駆逐艦「風雲」に変更された。
将旗を徹した後の「秋月」は1月30日ショートランド泊地発。2月2日、トラック着と同時に工作艦「明石」に横付けして修理を受けた。
2月3日、第61駆逐隊司令は則満大佐から大江覧治大佐（前職第19駆逐隊司令）に交代した。
3月11日に「東京丸」に護衛されてトラックを離れ、サイパンを経て佐世保へ向かったが、サイパンの北西40浬で艦橋下キールが切断、「勝泳丸」に曳航されてサイパンに戻り艦橋を撤去した。艦橋は「松安丸」に移載された。さらに強度が落ち折れ曲がった船体前部を切断。6月24日に「神光丸」に曳航され駆逐艦「漣」の護衛でサイパンを出港し、7月5日に長崎に着いた。
航海中の6月30日、第61駆逐隊から除籍され、第二予備艦に指定される。
7月27日、古賀彌駆逐艦長は重巡洋艦「妙高」副長へ転任。「秋月」は駆逐艦長不在となった。

### 中部太平洋諸島の戦い
1943年（昭和18年）10月31日まで、修理期間短縮のため既に出来上がっていた建造中の同型艦「霜月」（4月7日進水）の艦首を接合する工事を三菱長崎造船所で行う。一部残工事を佐世保海軍工廠に場所を変え11月6日まで行った。竣工時より装備の25ミリ連装機銃2基を三連装2基に増強するとともに、空所であった後部高射装置予定部を機銃台に改装し25ミリ三連装機銃1基を装備し、25ミリ機銃は合計15門となった。艦橋上及び左右に13ミリ単装機銃4挺、九三式水中聴音機、21号電探、逆探を装備している。また爆雷投下台6基は撤去され爆雷投下軌条2本が装備された。
修理完成直前の10月8日、二代目駆逐艦長として軽巡洋艦「木曾」副長・緒方友兄中佐（駆逐艦「霰」沈没時艦長）が補職される。「秋月」は工事完成とともに10月31日附で第三艦隊・第十戦隊・第61駆逐隊（初月、涼月、若月）に再編入された。
11月26日、岩国を出港し、駆逐艦4隻（秋月、島風、谷風、玉波）で空母2隻（翔鶴、千歳）をトラックまで護衛した。12月1日、トラック泊地に到着。同地で第61駆逐隊僚艦と初めて対面したという。だが12月7日、61駆（初月、涼月）は空母「瑞鶴」重巡「筑摩」を護衛してトラックを出港し、第61駆逐隊は再び分散した。
当時、日本海軍はマーシャル沖航空戦で「中型空母1隻撃沈、大型空母1隻撃破、巡洋艦1隻撃沈」と認識し、また七五三航空隊も空母1隻、巡洋艦3隻を撃沈と報じ、12月6日の大本営発表で華々しく発表した。実際の戦果は、空母「レキシントン (USS Lexington, CV-16) 」が魚雷1本命中で中破、巡洋艦1隻、駆逐艦1隻損傷だった。このような状況下、連合艦隊はマーシャル群島の航空隊整備を企図した。12月9日、クェゼリン環礁に第一航空戦隊・第二十二航空戦隊の基地物件を輸送。12月14日にトラック泊地に戻った。
その後、「秋月」は戦艦「武蔵」の標的船曳航作業を行った。
この間の12月12日、第61駆逐隊司令は大江大佐から泊満義大佐に交代した（大江大佐は12月26日附で重巡洋艦「摩耶」艦長）。
12月25日、「秋月」は戊三号輸送部隊第二部隊に編入された。戊三号輸送部隊第二部隊は軽巡洋艦「能代」（第二水雷戦隊旗艦）、「大淀」、駆逐艦2隻（秋月、山雲）という戦力で、12月31日にトラックを出撃し、1944年（昭和19年）1月1日カビエンで陸軍兵と物資を揚陸した。作業終了後、アメリカ軍機の空襲を受けた。対空戦闘開始時、4隻は旗艦「能代」を中心にして、「能代」の右舷4 kmに「秋月」、左舷3 kmに「山雲」、「能代」の後方8 kmに「大淀」という陣形をとっていた。カビエンからは零戦約50機（第二航空戦隊《龍鳳、飛鷹》所属機30含む）が発進し、艦隊を掩護した。一方「能代」は「大淀」の直衛に「秋月」を派遣したため、戊三号輸送部隊は「能代」「山雲」と「大淀」「秋月」という二群に分離する。零戦隊を突破した米軍機は二手にわかれると、大型の「能代」「大淀」を主として狙った。「大淀」「能代」「山雲」が至近弾、小型爆弾の直撃、不発弾、機銃掃射等の被害を受けたものの、深刻なダメージを負った艦はなかった。「秋月」に大きな被害はなかった。零戦隊は撃墜24（不確実14）を報じ、6機（二航戦所属4機）を喪失している。1月4日、トラックに戻る。1月25日、「秋月」は再びラバウルへ進出したが2月上旬にはトラック泊地へ呼び戻された。

### アメリカ軍機動部隊との戦闘
1944年（昭和19年）1月上旬、軽巡洋艦「阿賀野」（第十戦隊旗艦）の損傷に伴い同戦隊司令官木村進少将が座乗して「秋月」は再び旗艦となった。このころ、連合艦隊司令部はトラック島が戦場になることを懸念し、在泊連合艦隊艦艇をリンガ泊地（東南アジア）に移すことを決定する。「秋月」は敷島部隊）戦艦《長門、扶桑》、重巡《熊野、鈴谷、利根》、第17駆逐隊《浦風、磯風、浜風》）に加わり2月1日（1月30日とも）、トラック泊地を出港した。2月4日、パラオのコロール港に到着する。
2月16日、パラオを出港し2月21日にスマトラ島とシンガポールに挟まれたリンガ泊地に到着した。リンガ泊地には既に空母「瑞鶴」、第十戦隊各艦（風雲、初月、若月）が到着しており、第61駆逐隊が再び合同すると同時に第十戦隊旗艦は軽巡洋艦「矢矧」に変更となった。
秋月はリンガ泊地滞在中、赤道直下の無風帯での酷暑や蒸し暑さの中、居住区が簡易な構造であったため、兵員は船舶内において折畳椅子を持ち出して床板で休息することが多かった。また、「丁事件」においては、現地収容された参謀長以下職員らが不運にも死傷したとされる出来事が記録されており、「乙事件」に関しても、指揮官の戦死に次ぐ大きな衝撃であったとされる。この記述は、気象条件による兵員の生活状況や、指揮系統に関する重大事件（「丁事件」「乙事件」）についての貴重な一次資料的記録である。
3月1日、第一機動部隊が新編成される。3月4日には中部太平洋方面艦隊（司令部サイパン島）の編成にともなって前第一艦隊長官南雲忠一中将が親補、「秋月」は戦艦「長門」を退艦してシンガポール飛行場におもむく南雲を送迎した。
3月20日、1月16日の「涼月」被雷時に戦死した泊大佐の後任として、天野重隆大佐（前職第10駆逐隊司令）が第61駆逐隊司令に任命される。
4月5日、新鋭空母「大鳳」が到着。5月1日には戦艦「大和」、重巡洋艦「摩耶」、駆逐艦「島風」が合流。「秋月」は主に訓練に従事した。
5月15日、タウイタウイ泊地に進出する。5月16日、第二航空戦隊（隼鷹、飛鷹、龍鳳）・第三航空戦隊（千歳、千代田、瑞鳳）が合流。5月20日、豊田副武連合艦隊長官は連合艦隊旗艦「大淀」より「あ号作戦用意」を発令し、10時34分発電で「今次作戦は実に皇国興廃の繁る所にして決戦部隊、就中航空部隊、潜水部隊は身を挺し必勝邁進し、各方面部隊は要地を固めて之が支援鉄壁を形成し、各員其の任務に応じ誓って本作戦の必成に向ひ善戦敢闘を望む」と伝えた。6月2日、「秋月」は護衛任務を中断してタウイタウイ泊地に帰投。
6月15日、「秋月」は機動部隊の一艦としてギマラスを出撃、サンベルナルジノ海峡を通過して太平洋に進出した。6月16日、渾作戦のためハルマヘラ島に派遣されていた第一戦隊司令官宇垣纏中将指揮下の別働隊（大和、武蔵、妙高、羽黒、能代、島風、沖波）が合流する。この頃、アメリカ軍機動部隊の攻撃により太平洋の島々に配備された日本軍基地航空隊が壊滅している。
6月19日、マリアナ沖海戦において第61駆逐隊は小沢機動部隊（第三艦隊）の直衛護衛艦として参加する。午前8時、「秋月」の艦橋から左舷前方1500 mの位置にいた空母「大鳳」に米潜水艦「アルバコア (USS Albacore, SS-218) 」から発射された魚雷1本が命中するのが目撃された。この時点で「大鳳」は『本艦被雷するも被害軽微、戦闘航海に支障なし、安心せよ』と信号し、外観に異常は見られなかったという。午前11時20分、空母「翔鶴」に米潜水艦「カヴァラ (USS Cavalla, SS-244) 」から発射された魚雷4本が命中、「翔鶴」は午後2時頃に沈没した。「秋月」「矢矧」「浦風」は協力して脱出者の救助をおこない、「秋月」は「翔鶴」の乗組員約100名を救助した。午後2時32分、「大鳳」は漏洩したガソリンに引火して大爆発を起こし、午後4時28分に沈没した。乗組員は「磯風」「初月」等に救助された（緒方艦長は「秋月」も「大鳳」の生存者救助に従事と回想）。小沢司令部は炎上する「大鳳」から駆逐艦「若月」へ脱出、さらに重巡「羽黒」へ移乗したのち、最終的に「瑞鶴」へ移動した。
6月20日、215機のアメリカ軍艦載機が小沢機動部隊を襲撃し、まず補給部隊のタンカー2隻（玄洋丸、清洋丸）が被弾炎上（駆逐艦「卯月」「雪風」により、それぞれ処分）。続いて旗艦「瑞鶴」も襲撃を受けた。「瑞鶴」を中心に、第五戦隊（妙高、羽黒）、第十戦隊（軽巡《矢矧》、第17駆逐隊《浦風、磯風》、第61駆逐隊《初月、若月、秋月》、秋月型《霜月》、第10駆逐隊《朝雲》）という輪形陣を組んで米軍機を迎撃した。「瑞鶴」には爆弾1発が艦橋後方に命中、至近弾6発という被害を受けたが、沈没することはなかった。最後に空母「飛鷹」が撃沈されたが、「秋月」が掩護するには距離が遠すぎた。こうしてマリアナ沖海戦は空母3隻、タンカー2隻が沈没、残る空母も損傷し、飛行機350以上を失って完敗した。6月22日、「秋月」は「瑞鶴」等を護衛して中城湾に入港、6月23日出港し、翌日に柱島に帰投した。
6月29日に呉に入港し、7月20日まで整備・補給と武装追加工事が行われた。25ミリ単装機銃7基と単装機銃取付座7基、13号電探が装備され、2ミリ機銃は戦闘時には29門（推定）となった。7月30日、空母「瑞鳳」、第61駆逐隊（初月、秋月）、第4駆逐隊（野分、山雲）は小笠原諸島・硫黄島方面への輸送作戦護衛任務に従事した（スカベンジャー作戦）。8月3日に内地へ戻ると、「秋月」は長崎に移動して入渠整備を行う。この間、8月6日と8月10日に空母「雲龍」「天城」が相次いで竣工して第一航空戦隊が再編成されるが、「秋月」以下第十戦隊が雲龍型航空母艦を戦場で護衛する機会はなかった。出渠後、「秋月」は一旦佐世保へ回航したのち内海西部に移動して待機した。
9月30日から10月4日の間に呉に入港して修理・整備を実施。水中聴音機の水漏れが発見され10月6日から10月11日まで日立因島造船所に入渠して修理を行った。

### レイテ沖海戦

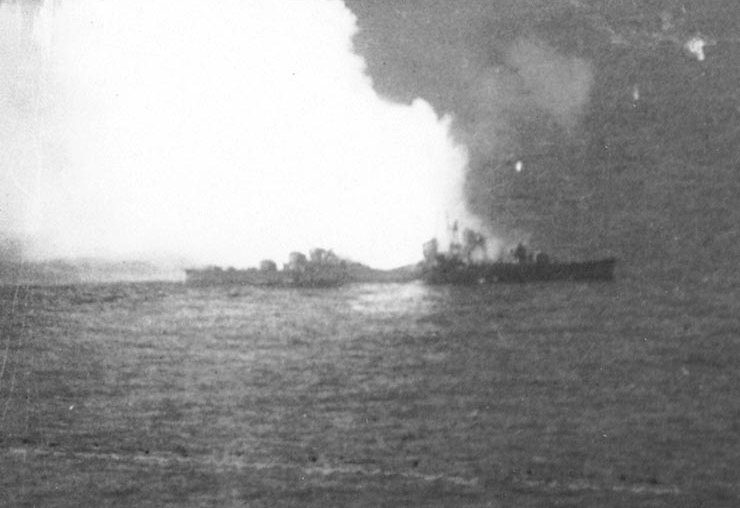
エンガノ岬沖海戦で被弾・爆発した「秋月」

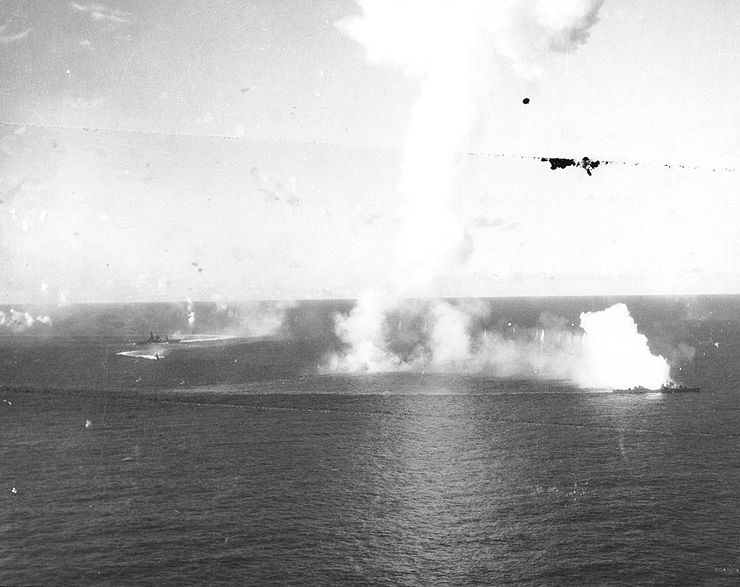
上写真の遠景。後方の2艦は「伊勢」、「桑」と言われる。

捷一号作戦の発令を前にした10月12日、「秋月」は呉に入港し10月14日まで出撃前の臨戦準備を行った。艦内の可燃物は徹底した陸揚げが行われたほか、カッター2隻と内火艇1隻（左舷）を陸揚げして跡に25ミリ単装機銃6挺を増備した。
10月17日、捷一号作戦警戒が発令された。呉を出発し徳山で燃料補給の後、八島沖に回航して小沢機動部隊と合流した。10月20日、小沢機動部隊の護衛艦として日本を出発し、10月23日にはエンガノ岬沖に進出した。10月24日午前11時45分、小沢機動部隊から攻撃隊58機（零戦30、爆弾装備零戦20、天山艦攻6、彗星2）が発進してアメリカ軍機動部隊の攻撃に向かい、正規空母1隻撃沈、1隻撃破を報告した。実際の損害はほとんどない。また松型駆逐艦2隻（桐、杉）が燃料不足のため艦隊から離脱した。
小沢中将は航空戦艦2隻（伊勢、日向）、第61駆逐隊（初月、秋月、若月）、第41駆逐隊（霜月）に対し「南方に進出、好機に応じ残敵を攻撃すべし」と命じた。「秋月」艦内では総員戦死の可能性が高まったとして酒保が解放され、当直を残して下士官兵を中心に宴会となった。前衛はアメリカ艦隊を求めて南下したが、小沢中将が午後10時30分に北方退避を命じたため、「秋月」も四航戦（伊勢、日向）に従って反転した
10月25日午前7時、「秋月」以下前衛艦隊は小沢治三郎中将が指揮する機動部隊本隊と合流した。各艦は空母を中心とした輪形陣を組んだ。対空戦闘時の小沢機動部隊は第三航空戦隊の空母4隻（瑞鶴、瑞鳳、千歳、千代田）、第四航空戦隊の航空戦艦2隻（伊勢、日向）、軽巡洋艦3隻（多摩、五十鈴、大淀）、駆逐艦6隻（初月、秋月、若月、霜月、槇、桑）で編制され、さらに第一群（瑞鶴、瑞鳳、伊勢、大淀、多摩、初月、秋月、若月、桑）と、第二群（千歳、千代田、日向、五十鈴、霜月、槇）に分離していた。
その1時間後、エンガノ岬沖海戦がはじまった。午前8時15分、直衛の零戦18機がアメリカ軍約130機と交戦を開始、「秋月」は午前8時25分から対空射撃を開始した。なお「五十鈴」は8時35分に「秋月」が被弾と記録している。「瑞鶴」を護衛中、午前8時50分に斜め後方からSB2C爆撃機による急降下爆撃により艦中央部に被弾する。缶室では高圧蒸気が噴出し、機関科70名（砲術科に応援を出したため規定82名以下）は第一缶室の3名を除き全滅した。「大淀」は、蒸気の噴出による白煙を記録している。午前8時56分、艦中央より黒煙と火災が発生。次の瞬間、酸素魚雷の誘爆による大爆発が起きた。艦中央部に大孔が開き、周辺の艦構造物は軒並み消失して「秋月」は完全に停止、今にも折れそうに軋んでいたという。すると右舷後方から魚雷1本が接近したが、この魚雷は艦尾をかすめた。乗組員が安堵したのも束の間、総員退避命令が出される。まもなく二つに分断されて沈没した。五十鈴戦時日誌では、8時57分「秋月眞中ヨリ折レル」　8時59分「秋月沈没」と記録した。沈没地点は北緯18度15分 東経126度35分 / 北緯18.250度 東経126.583度。
一方、緒方艦長は、戦史（大淀戦闘詳報）の記述とは異なり「爆発から総員退避命令を出すまで艦は停止していたが対空戦闘を継続し、いよいよ左舷側への傾斜が激しくなったので総員退避を命じた。その後も沈没まで15分から20分ほどはあった」と証言している。一方で緒方は、総員退去発令後に急激に左舷傾斜したため短艇を降ろす時間がなく、乗員はすべて海中に投げ出されたとも回想している。岡田一呂（少佐・砲術長）は、アメリカ軍機13機撃墜と主張している。「秋月」の乗組員のうち183名が戦死し、生存者は「槇」に収容された。救助中に空襲があったため、全員を救助できなかったという。また「槇」は被弾により戦死者31名・負傷者38名（負傷36名とも）を出し、秋月乗組員4名も戦死した。
海戦の結果、空母4隻（瑞鶴、瑞鳳、千歳、千代田）、軽巡1隻（多摩）、駆逐艦2隻（秋月、初月）が沈没している。「秋月」の生存者は戦艦「伊勢」に便乗し、本土へ帰投した。11月15日、「秋月」と「初月」の喪失と駆逐隊司令の戦死により第61駆逐隊は解隊。
12月10日、「秋月」と「初月」は秋月型駆逐艦、帝国駆逐艦籍より除籍された。

### 秋月沈没の謎
アメリカ軍は潜水艦「ハリバット (USS Halibut, SS-232) 」が秋月を撃沈したと主張している。このため、一部文献では「秋月」沈没をハリバットの雷撃とする。空母「瑞鳳」に命中するはずだった魚雷の盾になって秋月は爆沈したという美談もある。「瑞鳳」掩護説は吉田俊雄（作家、海軍少佐）が「瑞鳳」乗組員の目撃談として紹介している。
「秋月」の緒方艦長は「敵機を見ていない。後ろから2機が来ていたというが、機銃掃射だけで爆弾は落としていない」と証言した。一方で、「秋月」の艦尾をかすめた魚雷も複数生存者に目撃されており、河原崎（水雷長）は「潜水艦からの発射」と推定している。神前（砲術科）は、雷撃機が魚雷を投下した直後、この機は撃墜され、魚雷も外れたと証言している。また「ハリバット」の記録によると、「秋月」の沈没時刻には魚雷を発射していない。河原崎は他生存者の目撃談を集める必要があると述べているが、おおむね「秋月」がアメリカ軍機から投下された爆弾命中と自艦魚雷誘爆により沈没したことに差異はなく、生存者や遺族会「秋月会」では沈没要因を「爆弾命中」と決定している。これに対し緒方は酸素魚雷の誘爆を沈没要因としつつも、「敵機の爆弾・敵潜水艦の魚雷のいずれも命中はしておらず、輪形陣の反対側で対空射撃をしていた味方艦の砲弾弾片が、多数艦（秋月）に降り注いでいた」と証言。その中に防御の薄い次発装填装置内の予備魚雷に命中したものがあって酸素魚雷が爆発したのではないかと推測している。

## 秋月に関する通説
「『秋月』が初戦でB-17重爆3機と遭遇し、前部砲塔と後部砲塔を別々の目標に指向して2機を撃墜した」という通説がある。これは古賀彌（「秋月」初代駆逐艦長）が戦後に記述した文章が基となっている。しかし艦艇研究家の田村俊雄は調査の中で、
- 公式記録（「駆逐艦行動調書」）では、B-17撃墜は1機となっている[198]。
- 乗組員への聞き取り調査によると後部の高射装置は竣工時から未装備であった。また、初戦に限らずいかなる実戦でも分火を行った記憶が無い[198]。
- 秋月を建造した舞鶴工廠に勤務していた方々への聞き取り調査でも一部で未装備だったという証言があり、秋月公式図の写図には前部高射装置が実線、後部高射装置は一点鎖線で書かれている[198]。
  - 秋月竣工直後に赴任した元技術大尉は「写図に実線で描かれていないのなら完成時に装備されていなかったことを示すもので、写図に誤りがあるとは考えられない」と語っている[198]。

以上により、艦橋上の1基しかなく同時に2機の目標に照準を合わせることは不可能だったとしている。
また別の記録として宇垣纏連合艦隊参謀長の『戦藻録』では、9月29日に秋月がブカ島でB-17爆撃機2機と交戦、1機を撃墜し「防空駆逐艦の価値を始めて発揮せり」と記述している。
「そのためアメリカ軍は秋月型には不用意に近づかないよう警告を発した。」という記述について田村は同じく調査の中で、
- 基となるアメリカ側資料が自力調査しても全く見当たらず、海外の友人に協力してもらっているがそれでも見つからないこと。
- 同じように警告に関する通説も海外の文献に登場しないこと。

以上から、通説が日本のみで言われていることではないか、と推測している。
- 「警報を発した」説は、福井静夫が雑誌「丸」昭和46年12月号に寄稿した記事にある[注 10]。この記事において福井は「ソロモン海域に新鋭艦が出現したという警報は、ただちに全軍にたっせられたらしい。」と、あくまでも伝聞として記述している。

## 歴代艦長
艤装員長
1. 金岡国三 中佐：1942年3月20日[12] - 1942年5月20日[13]

駆逐艦長
1. 古賀彌周次 中佐：1942年5月20日[14] - 1943年7月27日[90]、以後1943年10月8日まで艦長を置かず。
2. 緒方友兄 中佐/大佐：1943年10月8日[95] - 1944年11月2日[201]

### 注
1. ↑  1944年10月25日の最終時の兵装
2. ↑  秋月型駆逐艦では水中聴音機は後日装備とされた。「秋月」の場合は1943年7月から10月の損傷復旧時に装備。[3]
3. ↑  ただし、「照月」は南雲機動部隊（翔鶴、瑞鶴、瑞鳳）に随伴して別行動であり、秋月と照月が2隻そろって機動部隊を護衛する機会は訪れなかった。
4. ↑  戦史叢書83 1975[要ページ番号]では「白雲」と表記するが、同艦は8月下旬の輸送作戦中に空襲を受け大破、警備駆逐艦に指定されて内地へ帰投、サボ島沖海戦時は呉で修理中[44]。
5. ↑  戦史叢書83 1975, p. 200では「夕霧」が加わっているが、「夕霧」は「白雲」と共に損傷。警備駆逐艦に指定され、サボ島沖海戦時は共に呉で修理中で「天霧」の誤記である[44]。
6. ↑  
  - 第1小隊：第9駆逐隊（朝雲）・第6駆逐隊（暁、雷）
  - 第2小隊：第2駆逐隊（村雨、夕立、春雨、五月雨）
  - 第3小隊：第19駆逐隊（浦波、敷波、綾波）
  - 第4小隊：第27駆逐隊（時雨、白露、有明）
7. ↑  国見寿彦（秋月軍医長）は「武蔵」の主砲弾が初弾挟叉したことを記憶しているが、同時に「大和ホテル」や「武蔵御殿」と揶揄された戦艦と駆逐艦の生活環境の違いにも言及している[104]。
8. ↑  緒方艦長は「能代」「大淀」「谷風」「秋月」と回想しているが[109]、「谷風」ではなく「山雲」。
9. ↑  国見寿彦（秋月軍医長）は北方反転を聞いて心底安堵したという[154]。
10. ↑  日本駆逐艦物語 1983, p. 211に同記事を再録